# Црно Врело
Црно Врело је насељено мјесто града Слуња, на Кордуну, Карловачка жупанија, Република Хрватска.

## Географија
Црно Врело се налази око 12 км сјеверно од Слуња.

## Историја
Црно Врело се од распада Југославије до августа 1995. године налазило у Републици Српској Крајини.

## Становништво
Према попису становништва из 2011. године, насеље Црно Врело је имало само 7 становника.
| Националност       | 1991. | 1981. | 1971. | 1961. |
| Срби               | 130   | 159   | 253   | 281   |
| Хрвати             | 4     | 18    | 21    | 69    |
| Југословени        |       | 8     |       |       |
| остали и непознато | 3     | 2     | 1     | 1     |
| Укупно             | 137   | 187   | 275   | 351   |

| Демографија | Демографија | Демографија |
| Година      | Становника  | Становника  |
| ----------- | ----------- | ----------- |
| 1961.       | 351         |             |
| 1971.       | 275         |             |
| 1981.       | 187         |             |
| 1991.       | 137         |             |
| 2001.       | 10          |             |
| 2011.       |             | 7           |